# Алан Керр
Алан Керр (англ. Alan Kerr; нар. 28 березня 1964, Гейзелтон) — колишній канадський хокеїст, що грав на позиції крайнього нападника.

## Ігрова кар'єра
Професійну хокейну кар'єру розпочав 1984 року.
1982 року був обраний на драфті НХЛ під 84-м загальним номером командою «Нью-Йорк Айлендерс».
Протягом професійної клубної ігрової кар'єри, що тривала 10 років, захищав кольори команд «Нью-Йорк Айлендерс», «Детройт Ред-Вінгс» та «Вінніпег Джетс».

## Статистика НХЛ
| Сезон        | Клуб                 | Ліга         | Регулярний сезон | Регулярний сезон | Регулярний сезон | Регулярний сезон | Регулярний сезон | Плей-оф | Плей-оф | Плей-оф | Плей-оф | Плей-оф |
| Сезон        | Клуб                 | Ліга         | І                | Г                | П                | О                | ШХ               | І       | Г       | П       | О       | ШХ      |
| ------------ | -------------------- | ------------ | ---------------- | ---------------- | ---------------- | ---------------- | ---------------- | ------- | ------- | ------- | ------- | ------- |
| 1984-1985    | «Нью-Йорк Айлендерс» | НХЛ          | 19               | 3                | 1                | 4                | 24               | 4       | 1       | 0       | 1       | 4       |
| 1985-1986    | «Нью-Йорк Айлендерс» | НХЛ          | 7                | 0                | 1                | 1                | 16               | 1       | 0       | 0       | 0       | 0       |
| 1986-1987    | «Нью-Йорк Айлендерс» | НХЛ          | 72               | 7                | 10               | 17               | 175              | 14      | 1       | 4       | 5       | 25      |
| 1987-1988    | «Нью-Йорк Айлендерс» | НХЛ          | 80               | 24               | 34               | 58               | 198              | 6       | 1       | 0       | 1       | 14      |
| 1988-1989    | «Нью-Йорк Айлендерс» | НХЛ          | 71               | 20               | 17               | 38               | 144              | --      | --      | --      | --      | --      |
| 1989-1990    | «Нью-Йорк Айлендерс» | НХЛ          | 75               | 15               | 21               | 36               | 129              | 4       | 0       | 0       | 0       | 10      |
| 1990-1991    | «Нью-Йорк Айлендерс» | НХЛ          | 2                | 0                | 0                | 0                | 5                | --      | --      | --      | --      | --      |
| 1991-1992    | «Детройт Ред-Вінгс»  | НХЛ          | 58               | 3                | 8                | 11               | 133              | 9       | 2       | 0       | 2       | 17      |
| 1992-1993    | «Вінніпег Джетс»     | НХЛ          | 7                | 0                | 1                | 1                | 2                | --      | --      | --      | --      | --      |
| Усього в НХЛ | Усього в НХЛ         | Усього в НХЛ | 391              | 72               | 94               | 166              | 826              | 38      | 5       | 4       | 9       | 70      |